# Cinco jornadas de Milán

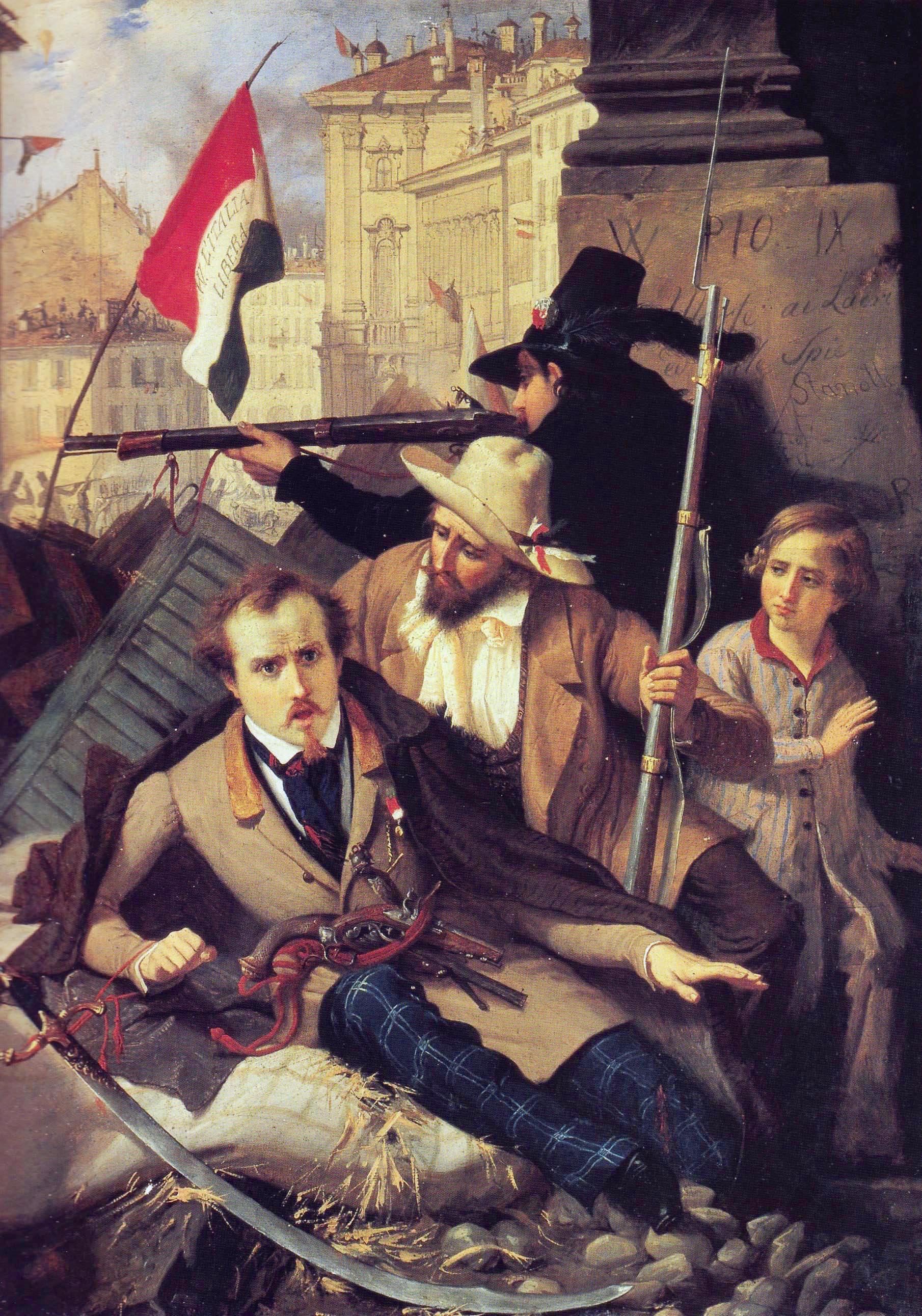
Episodio de las cinco jornadas de Milán, pintado por Baldassare Verazzi (1819-1886). Museo del Risorgimento, Milán.

Las Cinco jornadas de Milán fueron la sublevación protagonizada por el pueblo de la capital lombarda contra la ocupación austriaca entre el 18 y 22 de marzo de 1848, logrando librarse del yugo extranjero y brindando al resto de Italia un ejemplo de lucha y coraje que sería prontamente imitado. La rebelión estalló debido a las noticias que llegaban de la insurrección que se producía el 13 de marzo en la capital austriaca.

## La insurrección milanesa
En Milán, crecientes presagios de rebelión turbaron el sueño del mariscal Radetzky, el gobernador austriaco, quien solicitará refuerzos a Viena. 
La ciudad se paralizó, suspendiéndose las transacciones comerciales, mientras los forasteros la abandonaban presurosos. Un mensaje angustioso fue dirigido al rey Carlos Alberto de Cerdeña, apremiándolo a cruzar el río Ticino; caso contrario, los milaneses proclamarían la República. Frente a los titubeos del monarca, el 18 de marzo de 1848 estalló la insurrección que sería luego recordada como de las "Cinco Jornadas".
Encabezados por el Podestá de Milán, Gabrio Casati, los manifestantes imponen al vicegobernador O'Donnel la abolición de la vieja policía austriaca y la organización de un nuevo cuerpo de seguridad municipal, la liberación de los detenidos políticos, libertad de prensa y la convocatoria de los Consejos Comunales para elegir diputados a la Asamblea Nacional, a convocarse al poco tiempo. Sin embargo, como todo eso no parecía suficiente, el pueblo se insurreccionó y se levantaron las primeras barricadas, mientras en el Palacio de Gobierno el cuerpo de guardia era asaltado y desarmado. 
Radetzky rehusó acatar las nuevas medidas y ocupó militarmente la ciudad, arrestando a los cabecillas de la insurrección. Fue entonces cuando todas las campanas de la ciudad repicaron al unísono, llamando al pueblo a las barricadas y la lucha callejera.
El día 19 las barricadas se multiplicaron, siendo defendidas por jóvenes, muchos de los cuales fallecieron, mientras mujeres y niños acarreaban municiones y alimentos a los combatientes. 
El día 20, los austriacos comenzaron a perder terreno, retirándose del centro de la ciudad, mientras el pabellón tricolor fue enarbolado sobre el punto más alto del duomo liberado. La municipalidad asumió el gobierno provisional de la ciudad, presidido por el Podestá, mientras los acontecimientos eran comunicados al resto de Lombardía. Se combatió ferozmente día y noche, siendo masacrados los insurrectos que cayeron prisioneros de los austriacos por voluntad del mismo Radetzky, quien amenazaba con bombardear la ciudad.
El día 21, Radetzky ofreció un armisticio de tres días, que fue rechazado, continuando victoriosamente la lucha para los insurrectos, que tomaron al día siguiente cuarteles y hospitales militares. Milicias armadas de Bérgamo, Como, Lecco y Monza atacaron la guarnición desde el exterior de la ciudad, hasta que las fuerzas comandadas por Luciano Manara lograron abrir Porta Tosa a los recién llegados. 
Como a los austriacos pronto no les quedó más que el castillo y los muros, decidieron emprender la retirada; el mismo mariscal Radetzky abandonó la ciudad esa noche. Fue así como unos 13 000 austriacos con 30 cañones cayeron frente al coraje de la ciudadanía, entre la que sólo unos 600 milicianos estaban armados con fusiles.
El 23 de marzo el reino de Piamonte-Cerdeña, declaraba la guerra a Austria. Entrando sus tropas en Milán el día 25 y en Pavía dos días después. Sin embargo, los austríacos logran reponerse, derrotando a los piamonteses y reteniendo el control de la ciudad hasta 1859.